# Pediculose
Pediculose é uma doença parasitária causada pelo piolho. No homem a infestação é causada pelo Pediculus humanus, que pode ser encontrado nas partes intimas, Pediculus humanus capitis, presente na cabeça e no corpo (Pediculus humanus humanus), e pelo Phthirus pubis que causa a pitiríase. A pediculose também é muito comum nos animais, sendo causada por uma grande variedade de espécies específicas.